# Ben Thomas
Ben Thomas, född 28 maj 1996, är en kanadensisk professionell ishockeyback som är kontrakterad till Tampa Bay Lightning i National Hockey League (NHL) och spelar för Syracuse Crunch i American Hockey League (AHL). Han har tidigare spelat för Calgary Hitmen och Vancouver Giants i Western Hockey League (WHL).
Thomas draftades av Tampa Bay Lightning i fjärde rundan 2014 års draft som 119:e totalt.

## Statistik
| 2009–2010  | CNHA Blazers             |            | 28  | 1  | 3  | 4  | 20  | 2  | 0 | 1 | 1  | 0  |
|            | Calgary Northstar Sabres | AMBHL      | 1   | 0  | 0  | 0  | 0   | —  | — | — | —  | —  |
| 2010–2011  | Calgary Northstar Sabres | AMBHL      | 32  | 1  | 10 | 11 | 46  | —  | — | — | —  | —  |
| 2011–2012  | Calgary Northstars       | AMHL       | 34  | 2  | 15 | 17 | 46  | 6  | 0 | 0 | 0  | 0  |
| 2012–2013  | Calgary Mustangs         | AJHL       | 12  | 1  | 0  | 1  | 4   | —  | — | — | —  | —  |
|            | Calgary Canucks          | AJHL       | 32  | 4  | 3  | 7  | 33  | —  | — | — | —  | —  |
|            | Calgary Hitmen           | WHL        | —   | —  | —  | —  | —   | 1  | 0 | 0 | 0  | 0  |
| 2013–2014  | Calgary Hitmen           | WHL        | 72  | 7  | 24 | 31 | 39  | 6  | 1 | 5 | 6  | 13 |
| 2014–2015  | Calgary Hitmen           | WHL        | 60  | 7  | 24 | 31 | 28  | 17 | 0 | 4 | 4  | 2  |
| 2015–2016  | Calgary Hitmen           | WHL        | 14  | 0  | 3  | 3  | 10  | —  | — | — | —  | —  |
|            | Vancouver Giants         | WHL        | 60  | 8  | 17 | 25 | 40  | —  | — | — | —  | —  |
|            | Syracuse Crunch          | AHL        | 8   | 1  | 3  | 4  | 0   | —  | — | — | —  | —  |
| 2016–2017  | Syracuse Crunch          | AHL        | 71  | 3  | 18 | 21 | 30  | 22 | 5 | 8 | 13 | 12 |
| 2017–2018  | Syracuse Crunch          | AHL        | 72  | 4  | 18 | 22 | 58  | 3  | 0 | 0 | 0  | 2  |
| 2018–2019  | Syracuse Crunch          | AHL        | 67  | 2  | 14 | 16 | 24  | 4  | 0 | 0 | 0  | 2  |
| 2019–2020  | Syracuse Crunch          | AHL        | 56  | 3  | 13 | 16 | 22  | —  | — | — | —  | —  |
| 2020–2021  | Tampa Bay Lightning      | NHL        | 1   | 0  | 0  | 0  | 0   | —  | — | — | —  | —  |
|            | Syracuse Crunch          | AHL        | 11  | 1  | 7  | 8  | 6   | —  | — | — | —  | —  |
| NHL totalt | NHL totalt               | NHL totalt | 1   | 0  | 0  | 0  | 0   | —  | — | — | —  | —  |
| AHL totalt | AHL totalt               | AHL totalt | 285 | 14 | 73 | 87 | 140 | 29 | 5 | 8 | 13 | 16 |
| WHL totalt | WHL totalt               | WHL totalt | 206 | 22 | 68 | 90 | 117 | 24 | 1 | 9 | 10 | 15 |

### Internationellt
| Källa: Uppdaterad: 2021-04-05 | Källa: Uppdaterad: 2021-04-05 | Källa: Uppdaterad: 2021-04-05 |         | Utv = Utvisningsminuter | Utv = Utvisningsminuter | Utv = Utvisningsminuter | Utv = Utvisningsminuter | Utv = Utvisningsminuter |
| År                            | Lag                           | Mästerskap                    | Matcher | Mål                     | Assists                 | Poäng                   | Utv                     |                         |
| ----------------------------- | ----------------------------- | ----------------------------- | ------- | ----------------------- | ----------------------- | ----------------------- | ----------------------- | ----------------------- |
| 2014                          | Kanada                        | U18-VM                        | 7       | 0                       | 1                       | 1                       | 2                       |                         |
| Junior totalt                 | Junior totalt                 | Junior totalt                 | 7       | 0                       | 1                       | 1                       | 2                       |                         |